# Bataille de Nuremberg (football)
Pour les articles homonymes, voir Bataille de Nuremberg (homonymie).
La « bataille de Nuremberg » est le nom sous lequel est plus connu le match de football Portugal - Pays-Bas du 25 juin 2006, huitième de finale de la coupe du monde de 2006 joué au Frankenstadion de Nuremberg, en Allemagne. La rencontre est célèbre pour sa violence et pour son record (dans un match international organisé par la FIFA) de seize cartons jaunes et quatre cartons rouges distribués par l'arbitre, le Russe Valentin Ivanov.
Le Portugal sort vainqueur de la confrontation grâce à un but de Maniche et se qualifie pour les quarts de finale.

## Contexte
Le Portugal se présente à la coupe du monde en tant que finaliste malheureux de l'Euro 2004. Les hommes de Luiz Felipe Scolari furent battus à domicile — au Stade de Luz — par la surprenante équipe de Grèce qui s'imposa grâce à un but d'Ángelos Charistéas. De leur côté, les Néerlandais font leur retour en coupe du monde huit ans après leur épopée de 1998 (demi-finalistes).
Avant ce match, le Portugal et les Pays-Bas sont sortis respectivement premier du groupe D et deuxièmes du groupe C. Le Portugal est parvenu à battre ses trois adversaires : l'Angola (1-0), l'Iran (2-0) et le Mexique (2-1). Les Pays-Bas, quant à eux, versés dans le « groupe de la mort », ont battu la Serbie-et-Monténégro (1-0) et la Côte d'Ivoire (2-1) mais ont buté sur l'Argentine (0-0), laissant à cette dernière la première place du groupe à la différence de buts.
C'est donc encore invaincues dans la compétition que les deux équipes se présentent sur le terrain. Les Néerlandais sont en quête de revanche, deux ans après leur élimination en demi-finale de l'Euro 2004 par ces mêmes Portugais. Les deux équipes affichent leurs ambitions et veulent à tout prix éviter une sortie peu glorieuse dès les huitièmes de finale.

## Match

### Première mi-temps
Dès la 2e minute, le milieu néerlandais Mark van Bommel est averti pour un tacle par derrière sur Cristiano Ronaldo. Quelques minutes plus tard, les Oranje bénéficient d'un coup franc à longue distance mais le tir de Van Bronckhorst ne trouve pas sa cible. À la 7e, c'est Khalid Boulahrouz qui reçoit un carton jaune après avoir laissé traîner ses crampons sur la jambe du jeune espoir portugais qui venait de contrôler un ballon de la cuisse. Boulahrouz lève les bras en signe d'incompréhension malgré la dangerosité de son geste qui aurait pu lui valoir le rouge. Les traces de ses crampons sur la jambe de Ronaldo apparaissent à l'écran tandis que le staff médical portugais soulage du mieux qu'il le peut son joueur à coup de bombes de froid. À la 20e minute, Maniche écope d'un carton jaune pour une faute sur van Bommel. Trois minutes plus tard, le même Maniche ouvre le score d'une frappe limpide qui trompe Edwin van der Sar à la suite d'un bel enchaînement avec Pauleta (1–0 pour le Portugal). 
Costinha, nerveux, est le deuxième Portugais averti après un tacle en retard sur Phillip Cocu, juste avant la sortie de Ronaldo à la demi-heure de jeu, affaibli et en larmes après les coups reçus. Il est remplacé par Simão. À la 39e, André Ooijer est au sol après avoir été touché par Costinha et un attroupement se crée autour de lui alors que Deco accuse le Néerlandais d'en rajouter. L'affaire en reste là mais la tension est palpable. Dans les arrêts de jeu de la première période, Costinha est expulsé à la suite d'un deuxième carton jaune reçu pour une main sur une frappe d'Ooijer. À la mi-temps, l'arbitre a déjà distribué cinq cartons jaunes et un carton rouge.

### Deuxième mi-temps
Le jeu reprend et à peine quatre minutes plus tard, Phillip Cocu alerte les Portugais en envoyant sa balle sur la barre transversale de Ricardo. Dans la minute suivante, Petit, qui a remplacé Pauleta à la pause, est averti pour un accrochage sur van Bommel. L'ambiance, déjà houleuse, dégénère encore : à la 59e, Ivanov avertit Giovanni van Bronckhorst pour s'en être pris aux chevilles de Deco puis Luís Figo pour avoir asséné un coup de tête à van Bommel dans le dos de l'arbitre. Cette dernière sanction jugée clémente par Boulahrouz ne fait rien pour calmer les tensions et, dès la 61e, ce dernier reçoit son deuxième carton jaune pour un coup de coude au visage de Figo qui débordait sur le côté gauche. Boulahrouz conteste, dit que Figo simule, mais doit se résoudre à un retour prématuré au vestiaire. Les deux équipes reviennent à égalité numérique, 10 contre 10. Le quatrième arbitre sépare Nuno Valente et Ooijer qui s'invectivent. 
Par la suite, M. Ivanov sortira six cartons jaunes et un rouge en cinq minutes à partir la 73e minute en avertissant Deco pour un méchant tacle sur Van der Vaart. S'ensuit une nouvelle bagarre qui verra Sneijder et van der Vaart avertis à leur tour. Ricardo et Nuno Valente seront les deux derniers joueurs avertis dans ce match. Mais Deco sera averti une deuxième fois à la 78e pour un geste d'anti-jeu. Ce sera pareil pour van Bronckhorst à la 94e ; les deux joueurs du FC Barcelone se retrouvent en tribune pour les dernières minutes de jeu de la partie, finalement remportée par le Portugal sur la plus petite des marques.
Les acteurs de la partie se calment rapidement après le coup de sifflet final, aucun d'entre eux ne va se plaindre auprès de l'arbitre.

### Résumé
| Match 52                                         | Portugal                                                                                                  | 1 - 0   | Pays-Bas                                                                                           | Grundig-Stadion, Nuremberg                       |                                                  |
| 25 juin 2006 · 21h00 · Historique des rencontres | ( Pauleta) Maniche 23e                                                                                    | (1 - 0) | | Spectateurs : 41 000 Arbitrage : Valentin Ivanov | Spectateurs : 41 000 Arbitrage : Valentin Ivanov |
| 25 juin 2006 · 21h00 · Historique des rencontres | Maniche 20e · Costinha 31e, 45+1e · Petit 50e · Figo 60e · Deco 73e, 78e · Ricardo 76e · Nuno Valente 76e | Rapport | 2e Van Bommel · 7e, 63e Boulahrouz · 59e, 90+5e Van Bronckhorst · 73e Sneijder · 74e Van der Vaart | Spectateurs : 41 000 Arbitrage : Valentin Ivanov | Spectateurs : 41 000 Arbitrage : Valentin Ivanov |

| Portugal | Pays-Bas |

| PORTUGAL :          |    |                   |            |     |
|                     |    |                   |            |     |
| GB                  | 01 | Ricardo           | 76e        |     |
| ArD                 | 13 | Miguel            |            |     |
| ArC                 | 05 | Fernando Meira    |            |     |
| ArC                 | 16 | Ricardo Carvalho  |            |     |
| ArG                 | 14 | Nuno Valente      | 76e        |     |
| MDf                 | 06 | Costinha          | 31e, 45+1e |     |
| MDf                 | 18 | Maniche           | 20e        |     |
| AiD                 | 07 | Luís Figo         | 60e        | 84e |
| MJ                  | 20 | Deco              | 73e, 78e   |     |
| AiG                 | 17 | Cristiano Ronaldo |            | 34e |
| AC                  | 09 | Pauleta           |            | 46e |
| Remplacements:      |    |                   |            |     |
| MOf                 | 11 | Simão             |            | 34e |
| MOf                 | 8  | Petit             | 50e        | 46e |
| MOf                 | 19 | Tiago             |            | 84e |
| Manager:            |    |                   |            |     |
| Luiz Felipe Scolari |    |                   |            |     |

| PAYS-BAS :       |    |                            |            |     |
|                  |    |                            |            |     |
| GB               | 01 | Edwin van der Sar          |            |     |
| ArD              | 03 | Khalid Boulahrouz          | 7e, 63e    |     |
| ArC              | 13 | André Ooijer               |            |     |
| ArC              | 04 | Joris Mathijsen            |            | 56e |
| ArG              | 05 | Giovanni van Bronckhorst   | 59e, 90+5e |     |
| MDf              | 18 | Mark van Bommel            | 2e         | 67e |
| MDf              | 20 | Wesley Sneijder            | 73e        |     |
| MDf              | 08 | Phillip Cocu               |            | 84e |
| AiD              | 17 | Robin van Persie           |            |     |
| AiG              | 11 | Arjen Robben               |            |     |
| AC               | 07 | Dirk Kuyt                  |            |     |
| Remplacements:   |    |                            |            |     |
| MOf              | 10 | Rafael van der Vaart       | 74e        | 56e |
| MDf              | 14 | John Heitinga              |            | 67e |
| AC               | 19 | Jan Vennegoor of Hesselink |            | 84e |
| Manager:         |    |                            |            |     |
| Marco van Basten |    |                            |            |     |

| Assistants: Nikolaï Goloubev Evgueni Volnin Quatrième arbitre: Marco Rodríguez Cinquième arbitre: José Lis Camargo Homme du Match: Maniche |

## Après le match

### Réactions
Furieux, le jeune Cristiano Ronaldo s'insurge contre l'attitude à son égard des joueurs néerlandais. « Ce soir-là, il y avait un contrat sur ma tête », affirme-t-il. L'entraîneur des Oranjes, Marco van Basten, qualifie ce match, « parfois minable », de « petit football ». L'entraîneur brésilien du Portugal, Luiz Felipe Scolari, a cette remarque restée fameuse sur l'altercation entre Figo et Boulahrouz : « Jésus-Christ est capable de tendre l'autre joue, mais Figo n'est pas Jésus-Christ ».
Le président de la FIFA, Sepp Blatter, va jusqu'à déclarer que Valentin Ivanov aurait dû s'attribuer à lui-même un carton jaune pour cette triste performance.

### Parcours du Portugal
Le Portugal élimine l'Angleterre aux tirs au but en quart de finale, puis concède une courte défaite contre la France en demi-finale (0-1), le 5 juillet. Il termine finalement à la quatrième place du mondial après une nouvelle défaite (1-3) dans la petite finale, contre l'Allemagne.